# Haapasaari (ö i Päijänne-Tavastland, Lahtis, lat 61,60, long 25,71)
Haapasaari är en ö i Finland. Den ligger i sjön Päijänne och i kommunen Sysmä i den ekonomiska regionen  Lahtis ekonomiska region  och landskapet Päijänne-Tavastland, i den södra delen av landet, 160 km norr om huvudstaden Helsingfors. Öns area är 3,7 hektar och dess största längd är 390 meter i sydöst-nordvästlig riktning.